# Crotalaria yaihsienensis
Crotalaria yaihsienensis là một loài thực vật có hoa trong họ Đậu. Loài này được T.C.Chen miêu tả khoa học đầu tiên.